# Fuglekonge (titel)
 For alternative betydninger, se Fuglekonge (flertydig). (Se også artikler, som begynder med Fuglekonge)
|  | Sammenskrivningsforslag Artiklen Fuglekonge (titel) er foreslået føjet ind i Fugleskydning. (Siden juli 2020) Diskutér forslaget |

Fuglekonge er den der skyder den sidste plade ned (brystpladen) ved fugleskydning.
| Sport | Spire Denne artikel om sport er en spire som bør udbygges. Du er velkommen til at hjælpe Wikipedia ved at udvide den. |